# Tylimanthus flavicans
Tylimanthus flavicans là một loài rêu tản trong họ Acrobolbaceae. Loài này được (J.J. Engel & Grolle) Hässel de Menéndez & Solari miêu tả khoa học lần đầu tiên năm 1972.